# 井手口正昭
井手口 正昭（いでぐち まさあき、1988年8月10日 - ）は、福岡県福岡市 出身の元サッカー選手。ポジションはMF。

## 経歴
3人兄弟の長男で、末弟もプロサッカー選手の井手口陽介である。10歳の時に地元のサッカー少年団に入る。中学ではアビスパ福岡のセレクションを受けたが不合格で地元の別のクラブに入った。東福岡高校から阪南大学に進学し、チームが優勝した2010年度の関西学生サッカーリーグでは自身も年間最優秀選手賞などを受賞した。
2011年に横浜FCに加入。同年6月4日のJ2リーグ第15節東京ヴェルディ戦でリーグデビュー。本来のポジションであるボランチのほかにサイドバックとしても起用され、3年間で22試合に出場した。
2014年2月1日より同年12月31日まで香港の横浜FC香港（在籍中にYFCMDに改名）に期限付き移籍
。
2015年、横浜FCに復帰。2016年、横浜FCとパートナーシップを結ぶベトナム1部リーグのホアンアイン・ザライFCに完全移籍。22試合に出場して3得点をあげ、クラブの残留に貢献した。2017年も同クラブでプレーしていたが、4月に契約解除となった。
2017年8月、FC大阪に完全移籍で加入。
2018年末、FC大阪を退団。
2019年3月、カンボジア・メトフォン・CリーグのビサカFCへの加入が発表された。
2019年12月31日、メトフォン・Cリーグのプノンペン・クラウンFCに移籍。
2020年末に入籍。
2021年シーズンはラオスのFCチャンタブリー（旧名ラオ・トヨタFC）でプレーすることになったが、COVID-19パンデミックの影響によりラオ・リーグ1は中止が決定した。
2021年10月13日、自身のInstagramアカウントにて引退を発表。

## 所属クラブ
ユース経歴
- 1995年 - 2000年 板付ウイング（福岡市立板付小学校）
- 2001年 - 2003年 わかばFC（福岡市立板付中学校）
- 2004年 - 2006年 東福岡高等学校
- 2007年 - 2010年 阪南大学サッカー部

プロ経歴
- 2011年 - 2015年  横浜FC
  - 2014年  横浜FC香港/YFCMD（期限付き移籍）
- 2016年 - 2017年8月  ホアンアイン・ザライFC
- 2017年8月 - 2018年  FC大阪
- 2019年  ビサカFC
- 2020年  プノンペン・クラウンFC
- 2021年  FCチャンタブリー

## 個人成績
| 国内大会個人成績 | 国内大会個人成績              | 国内大会個人成績 | 国内大会個人成績 | 国内大会個人成績 | 国内大会個人成績 | 国内大会個人成績 | 国内大会個人成績 | 国内大会個人成績 | 国内大会個人成績 | 国内大会個人成績 | 国内大会個人成績 |
| 年度             | クラブ                        | 背番号           | リーグ           | リーグ戦         | リーグ戦         | リーグ杯         | リーグ杯         | オープン杯       | オープン杯       | 期間通算         | 期間通算         |
| 年度             | クラブ                        | 背番号           | リーグ           | 出場             | 得点             | 出場             | 得点             | 出場             | 得点             | 出場             | 得点             |
| 日本             | 日本                          | 日本             | 日本             | リーグ戦         | リーグ戦         | リーグ杯         | リーグ杯         | 天皇杯           | 天皇杯           | 期間通算         | 期間通算         |
| ---------------- | ----------------------------- | ---------------- | ---------------- | ---------------- | ---------------- | ---------------- | ---------------- | ---------------- | ---------------- | ---------------- | ---------------- |
| 2011             | 横浜FC                        | 22               | J2               | 7                | 0                | -                | -                | 0                | 0                | 7                | 0                |
| 2012             | 横浜FC                        | 22               | J2               | 13               | 0                | -                | -                | 2                | 0                | 15               | 0                |
| 2013             | 横浜FC                        | 22               | J2               | 2                | 0                | -                | -                | 1                | 0                | 3                | 0                |
| 香港             | 香港                          | 香港             | 香港             | リーグ戦         | リーグ戦         | リーグ杯         | リーグ杯         | FA杯             | FA杯             | 期間通算         | 期間通算         |
| 2013-14          | 横浜FC香港 / YFCMD / 夢想駿其 | 6                | 香港1部          | 10               | 0                | 0                | 0                | 1                | 0                | 11               | 0                |
| 2014-15          | 横浜FC香港 / YFCMD / 夢想駿其 | 29               | 香港1部          | 1                | 0                | 1                | 0                | 2                | 1                | 4                | 1                |
| 日本             | 日本                          | 日本             | 日本             | リーグ戦         | リーグ戦         | リーグ杯         | リーグ杯         | 天皇杯           | 天皇杯           | 期間通算         | 期間通算         |
| 2015             | 横浜FC                        | 22               | J2               | 0                | 0                | -                | -                | 1                | 0                | 1                | 0                |
| ベトナム         | ベトナム                      | ベトナム         | ベトナム         | リーグ戦         | リーグ戦         | リーグ杯         | リーグ杯         | オープン杯       | オープン杯       | 期間通算         | 期間通算         |
| 2016             | HAGL                          |                  | Vリーグ          |                  |                  |                  |                  |                  |                  |                  |                  |
| 2017             | HAGL                          |                  | Vリーグ          |                  |                  |                  |                  |                  |                  |                  |                  |
| 日本             | 日本                          | 日本             | 日本             | リーグ戦         | リーグ戦         | リーグ杯         | リーグ杯         | 天皇杯           | 天皇杯           | 期間通算         | 期間通算         |
| 2017             | FC大阪                        | 38               | JFL              | 10               | 1                | -                | -                | 0                | 0                | 10               | 1                |
| 2018             | FC大阪                        | 21               | JFL              | 26               | 2                | -                | -                | 2                | 0                | 23               | 2                |
| 通算             | 日本                          | 日本             | J2               | 22               | 0                | -                | -                | 4                | 0                | 26               | 0                |
| 通算             | 日本                          | 日本             | JFL              | 36               | 3                | -                | -                | 2                | 0                | 38               | 3                |
| 通算             | 香港                          | 香港             | 香港1部          | 11               | 0                | 1                | 0                | 3                | 1                | 15               | 1                |
| 通算             | ベトナム                      | ベトナム         | Vリーグ          |                  |                  |                  |                  |                  |                  |                  |                  |
| 総通算           | 総通算                        | 総通算           | 総通算           | 69               | 3                | 1                | 0                | 9                | 1                | 79               | 4                |

- Jリーグ初出場 - 2011年6月4日 J2第15節 vs東京ヴェルディ (ニッパツ三ツ沢球技場)

## タイトル

### クラブ
阪南大学
- 関西学生サッカーリーグ1部：2回（2008年、2010年）
- 関西学生サッカー選手権大会：1回（2008年）
- 大阪サッカー選手権大会：1回（2008年）

FC大阪
- 大阪サッカー選手権大会：2回（2017年、2018年）